# 摩瑞波恩站
馬里波恩站是一個倫敦中央鐵路總站，位於西敏市馬里波恩地區，與倫敦地鐵的車站連接。在英國全國鐵路網絡又稱為「倫敦馬里波恩站」（London Marylebone），是往伯明翰的奇爾特恩主線的南端總站。在倫敦地鐵上，此站位於貝克盧線介乎埃奇韋爾路和貝克街站之間，屬於倫敦第1收費區。
此站於1899年啟用，作為大中央主線的倫敦總站，是英國近100年來最後一條主要啟用的鐵路，將首都連接至諾丁漢、謝菲爾德及曼徹斯特等城市。馬里波恩是倫敦鐵路總站當中最後一個建成的，同時也是其中一個最小的，只有原先預計月台數量的一半。此站與地鐵的連繫有限，因為當時此處附近已經有許多地鐵路線。
馬里波恩站由於人流偏少，大中央主線於1966年關閉後開始逐漸減少使用。到了1980年代陷入關閉危機，然而由於倫敦－艾爾斯伯里線（大中央主線的僅餘部分）以及由高威科姆的通勤人流仍然存在而重新復活。1994年車站找到了作為奇爾特恩主線總站的新定位。英國鐵路私有化以後，車站在2006年擴建了兩個額外月台並改善了前往伯明翰雪丘的服務。2015年開始加入途經一條新的連接線連上牛津－比斯特線，來往馬里波恩和牛津園道的路線，在2016年12月11日起延長至牛津。
馬里波恩亦是英國版地产大亨的其中一員，此外由於比其他倫敦總站較安靜，因此亦較常用作拍攝用途。

## 位置
此站位於馬爾科姆廣場，東西橫貫中央倫敦馬里波恩的馬里波恩路以北，貝克街鄰近東面和東南面。此站位於區域鄰里利森樹林的北面，北面與南面的聖約翰伍德區可投影至布萊恩斯頓及多實廣場。東北面為攝政公園，北面主要為羅德板球場的住宅區，而南、西南以及東南面為混合使用的街道網絡。其他鄰近的倫敦鐵路總站包括尤斯頓車站和帕丁頓車站。
倫敦巴士2、13、18、27、30、74、113、139、189、205、274、453路，以及夜間路線N18、N74、N205服務此站。

## 英國全國鐵路
主線車站設有6個月台，兩個於1899年建成，兩個於1980年代添加至舊的無分隔帶道路中，其餘兩個建於2006年9月。這是倫敦唯一一個非電氣化的總站。馬里波恩由奇爾特恩鐵路管理（德國鐵路的一部分），成為倫敦總站當中少數不由英國全國鐵路管理的車站之一。
奇爾特恩鐵路營運此站的所有鐵道服務，連接奇爾特恩主線及倫敦至艾爾斯伯里線，並停靠高威科姆、艾爾斯伯里、比斯特、班貝利、萊明頓溫泉、沃維克、索利霍爾、伯明翰沼澤街、伯明翰雪丘，尖峰時期另外停靠斯托爾布里奇交匯站和奇德爾敏斯特。此外亦設有途經牛津－比斯特線前往牛津以及部分途經萊明頓－斯特拉特福德支線前往埃文河畔斯特拉特福德。

### 歷史

#### 大中央鐵路與倫敦及東北鐵路

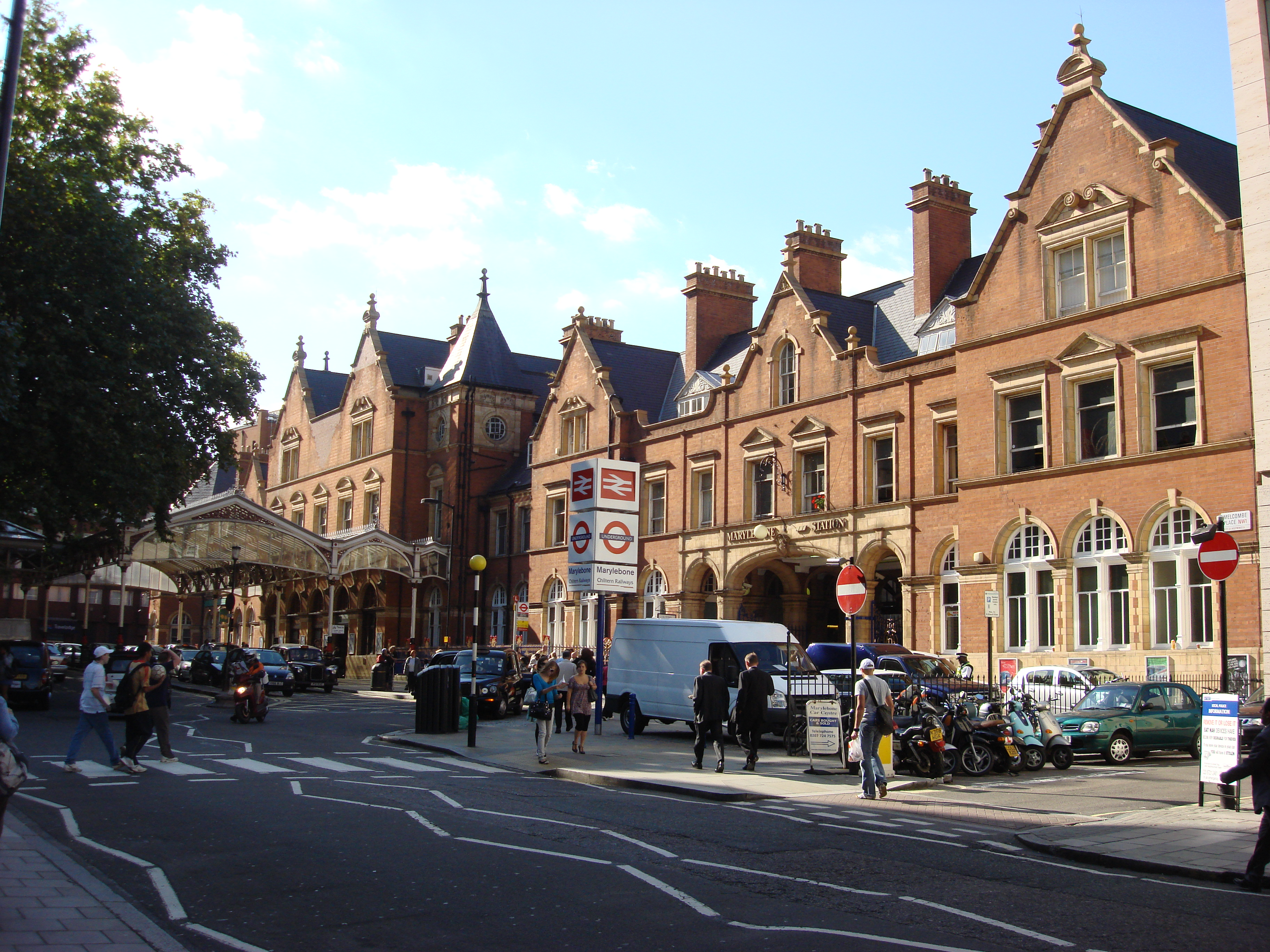
馬里波恩車站正面，由亨利·威廉·布拉多克設計

馬里波恩站的早期歷史與大中央鐵路的大中央主線延伸至倫敦有緊密聯繫。1864年當愛德華·華特金爵士成為曼徹斯特、謝菲爾特及林肯郡鐵路（MSLR）的主席時，由於該線不直接連上倫敦，因此無利可圖。華特金對將客流轉移至大北方鐵路感到不太高興，於是在1872年他成為大都會鐵路的主席時，他決定興建一條專線連接MSLR和中央倫敦。
前往馬里波恩的路線是大中央主線最後一段興建的路線。1890年代進度受反對拖延，尤其是路線將通過羅德板球場，該球場是倫敦的首要板球場和馬里波恩板球俱樂部的主場。當時華特金保證羅德板球場不會受鐵路建設而受到牽連，而1893年3月28日一項完成路線的議會法案獲得通過。此站建於鄰近布蘭德福德廣場和哈爾伍德廣場附近、攝政公園以西51英畝的土地上。為了將哈爾伍德大道和羅斯摩爾路改為聯外道路，共驅逐了超過4,000名工人，當中大約2,600人在聖約翰伍德路的新公寓重新安置。華特金在1894年以健康理由辭去主席一職，並由（第一代）華恩克里夫勳爵愛德華·蒙塔格-斯圖瓦特-沃特里-麥肯芝取代。通過羅德板球場進入車站的隧道於1896年9月至1897年5月之間以明挖隨填隧道興建，以免取消任何板球比賽。
車站於1898年7月27日開放煤炭運送，並於1899年3月15日向乘客開放。此站時大中央鐵路倫敦延伸主線的總站，亦是在1號高速鐵路以前最後一條進入倫敦的主要鐵路線。大中央鐵路連繫倫敦與高威科姆、艾爾斯伯里、拉格比、萊斯特、諾丁漢、謝菲爾德與曼徹斯特。由西北米德塞克斯、高威科姆和艾爾斯伯里開出的普通服務都以馬里波恩為總站。大中央鐵路於1905年將總部由曼徹斯特搬至馬里波恩。
車站由亨利·威廉·布拉多克設計，是大中央鐵路的工程師。有鑑於大中央鐵路缺乏資金，故設計時較為溫和。主售票廳為63英呎乘40英呎6英吋。這是一個在地化的文藝復興式風格以符合周遭帶有荷蘭山牆、以溫暖的磚頭和米色石頭的住宅。大中央鐵路的頂端在許多地方擠入鍛製鐵欄。
原先計劃有8個月台，但有一半設計為「可能的未來擴充」，而大中央主線的建築費用比預期多。前往車站的路線通過70英畝的中產房屋，包括位於聖約翰伍德的埃爾房地產以及羅德附近的地區，導致居民抗議，並需要重置軌道和車站設施。額外的月台並無足夠資金完工，只興建了4個月台，3個位於火車棚，1個在西面（4號月台）。因此，大廳比其他車站更長，而且在20世紀幾乎只有三面牆。沒有北牆，而大中央鐵路預料在延長的火車棚下的其餘4個月台將會在後來興建。然而後來空出的土地興建了辦公大樓。倫敦延伸線的費用意味長毗鄰的由羅伯特·威廉·埃利斯設計的大中央酒店是由另一間公司興建。該酒店只營運了比較短的時間，1945年就改為辦公大樓，成為英國鐵路由1948年至1986年的總部，直至1993年才恢復成為酒店。
大中央鐵路1897年在該處興建了機器棚，但時候不長。不過蒸汽服務地區，包括轉車盤和裝煤台仍然繼續使用，直至1966年所有蒸汽列車退出此站的營運。

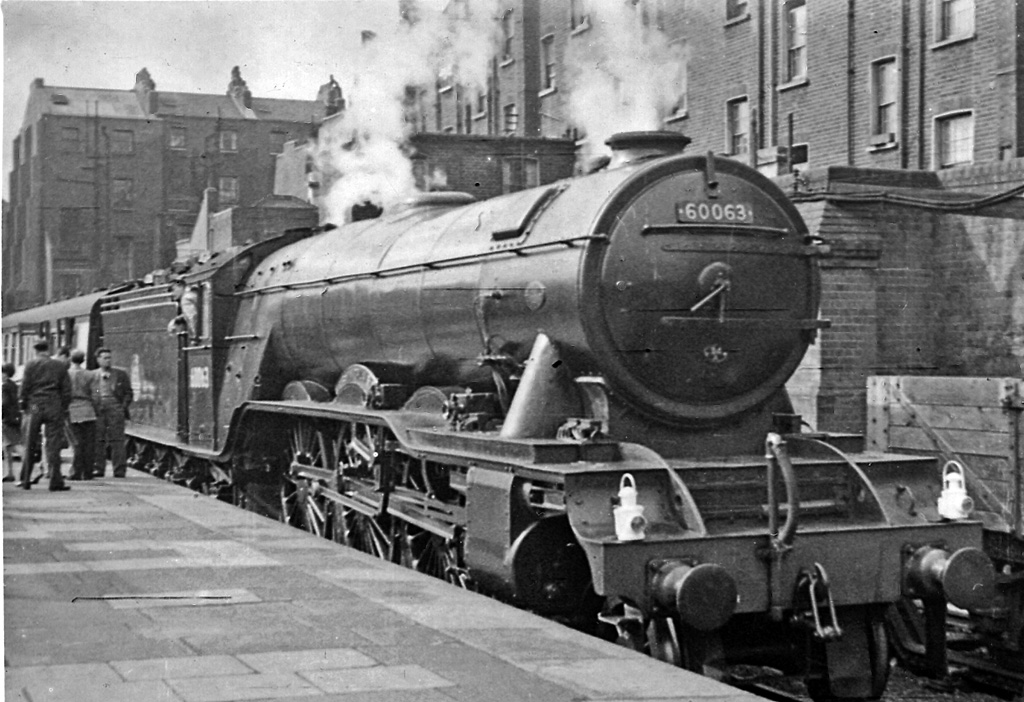
往曼徹斯特的快車在1956年停靠馬里波恩站，由A3 Pacific牽引

大中央鐵路的未曾出現大量人流，因為這是最後一條興建的鐵路主線，並對建立已久的對手有利可圖的乘客運輸競爭力較差（尤其以聖潘克拉斯為總站的米德蘭鐵路）。乘客人流低意味着馬里波恩是倫敦鐵路總站當中最安靜的。大中央鐵路對部分使用大都會鐵路的路線抵達馬里波恩感不太高興，並於1906年4月2日開設了一條新線前往高威科姆。額外的郊區服務增加了車站人流，過去人流一度低達車站的職員比乘客還多的地步。乘客人流較稀疏，因而路線較注重貨運，尤其是煤，1914年時有67%的流量與貨物有關。由北部和東米德蘭開出的列車到達毗鄰車站的貨運站，該貨運站是倫敦最大的。
路線的全盛時期為1923年大中央鐵路納入倫敦及東北鐵路，至1948年該鐵路國有化成為英國鐵路東部地區之間。因此，許多高聲望的蒸汽火車頭，例如飛行蘇格蘭人號、尼格爾·格雷斯利爵士號以及野鴨號這些主要在東岸主線營運的列車也經常在此路線上出現。部分線上特殊列車前往如蘇格蘭等目的地。車站自從1923年興建溫布利球場後變得非常繁忙，以應符大批希望觀看1923年英格蘭足總盃決賽的觀眾。翌年開設了由馬里波恩開往溫布利公園大英帝國展覽的特殊服務。
與其他倫敦總站不同，馬里波恩在倫敦大轟炸時遭受的損害較輕微，只在1940年11月5日至26日隧道破裂，以及1941年4月16日貨運站被炸時關閉。

#### 英國鐵路
1948年英國鐵路國有化以後，馬里波恩站原先計劃繼續作為長距離車站，同時引入了新服務，包括卡特勒大師號往謝菲爾德以及南約克郡人號往布拉德福德，然而人流仍然不多。由1949年起，所有前往高威科姆和里斯伯勒王子的普通列車改道前往馬里波恩，但兩年後列車頻率也減少了。
大中央主線和米德蘭主線路線重疊，因此馬里波恩開出的長程列車自1958年起開始縮減，導致最終大中央主線受比欽大斧影響下，艾爾斯伯里以北的路線於1966年9月4日關閉 。

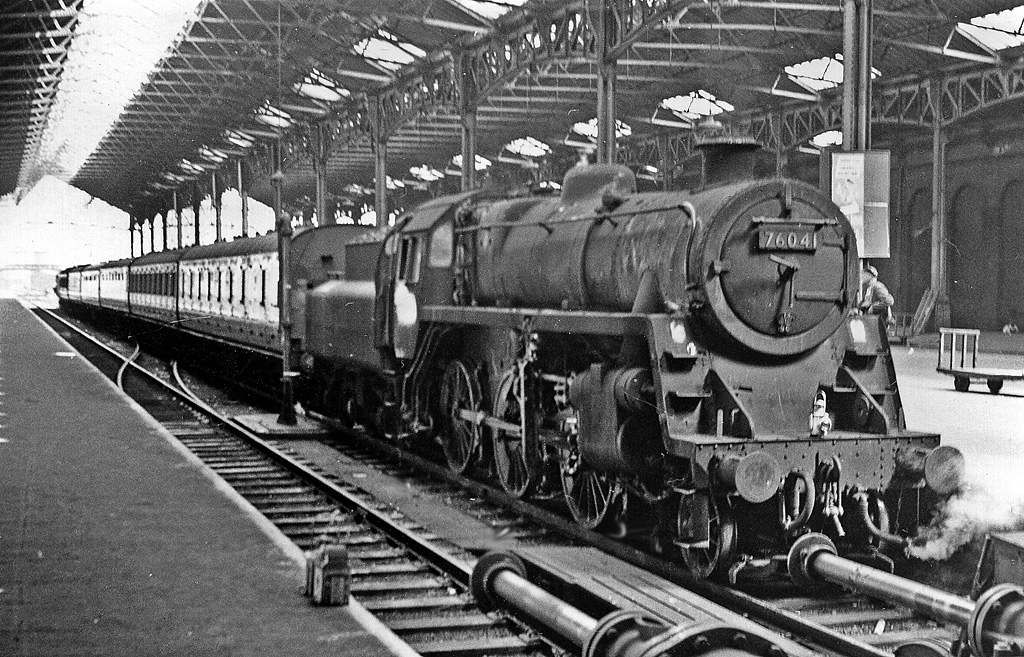
1961年面向倫敦的普通列車

路線轉移至英國鐵路東部地區轉移至英國鐵路倫敦米德蘭地區以後開始走下坡，儘管車站和頭幾英哩的路線自1950年起一直是英國鐵路西部地區的一部分。1958年，卡特勒大師號改道經東岸主線前往國王十字車站。1960年起所有快車服務中止，而1965年貨運亦同時中止。由此時開始直至關閉為止，僅餘下一些每日長距離「半快速」往諾丁漢的服務。馬里波恩的貨運場關閉，並出售予大倫敦議會以興建房屋。最後一列長距離列車於1966年9月4日運行，只餘下翌年帕丁頓車站進行信號工程時短暫的復活。
馬里波恩當時只是艾爾斯伯里和高威科姆的普通列車總站，部分延長至班貝里。蒸汽火車退出營運後轉為柴聯車營運。1962年普通列車引入了英國鐵路115型列車。車站則於1973年由西部地區轉移至倫敦米德蘭地區管理。大中央鐵路由馬里波恩經高威科姆的長距離連接線亦於同年關閉。

##### 關閉建議

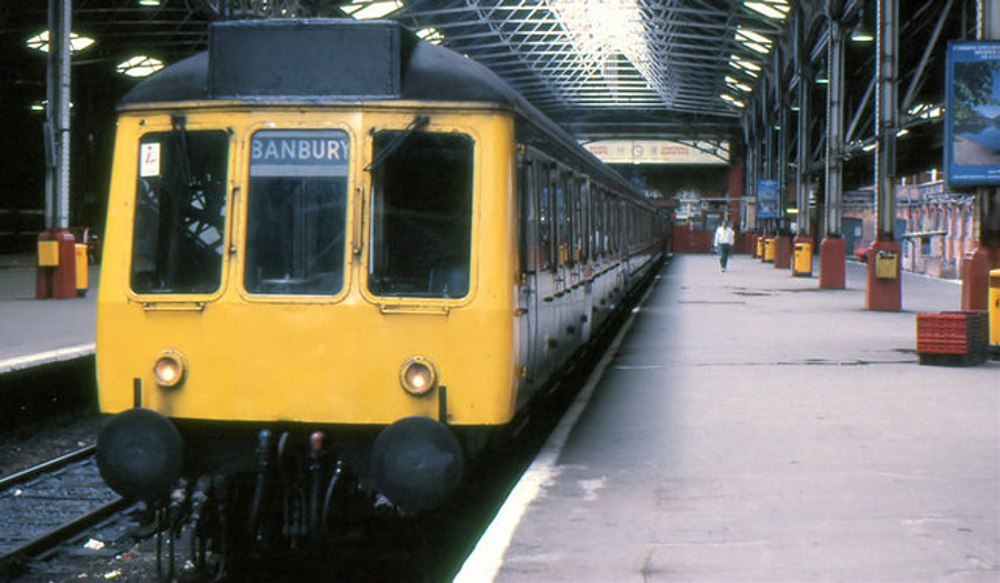
1986年一列英國鐵路115型列車柴聯車停靠馬里波恩站

1960年代後，車站因缺乏投資，以致於普通列車和車站都走下坡。到了1980年代初期，馬里波恩站面臨嚴重關閉危機。1983年，英國鐵路主席彼德·伯格委託研究將馬里波恩改為「高速巴士道路」的可行性，而馬里波恩站將成為長途客運站。介乎馬里波恩、山上哈羅以及南萊斯里普之間的軌道將會關閉，並改為道路以供巴士和客運使用。途經高威科姆的英國鐵路服務將改道往帕丁頓，而艾爾斯伯里的服務將由倫敦地鐵大都會線的延長取代，並改道往貝克街。
英國鐵路正式宣佈計劃在1984年3月15日關閉車站，等待狀態諮詢流程。馬里波恩站亦貼出關閉告示。計劃引起了爭議，面臨當地居民和公眾強烈反對，並導致延長達兩年的官司。不過等待關閉期間，人流由1968年水平只下跌了大約每日400人。同時改為巴士道路的計劃也路線的淨空限制也證實不可行，而關閉的計劃則安靜地放棄了。

##### 1986年起復興

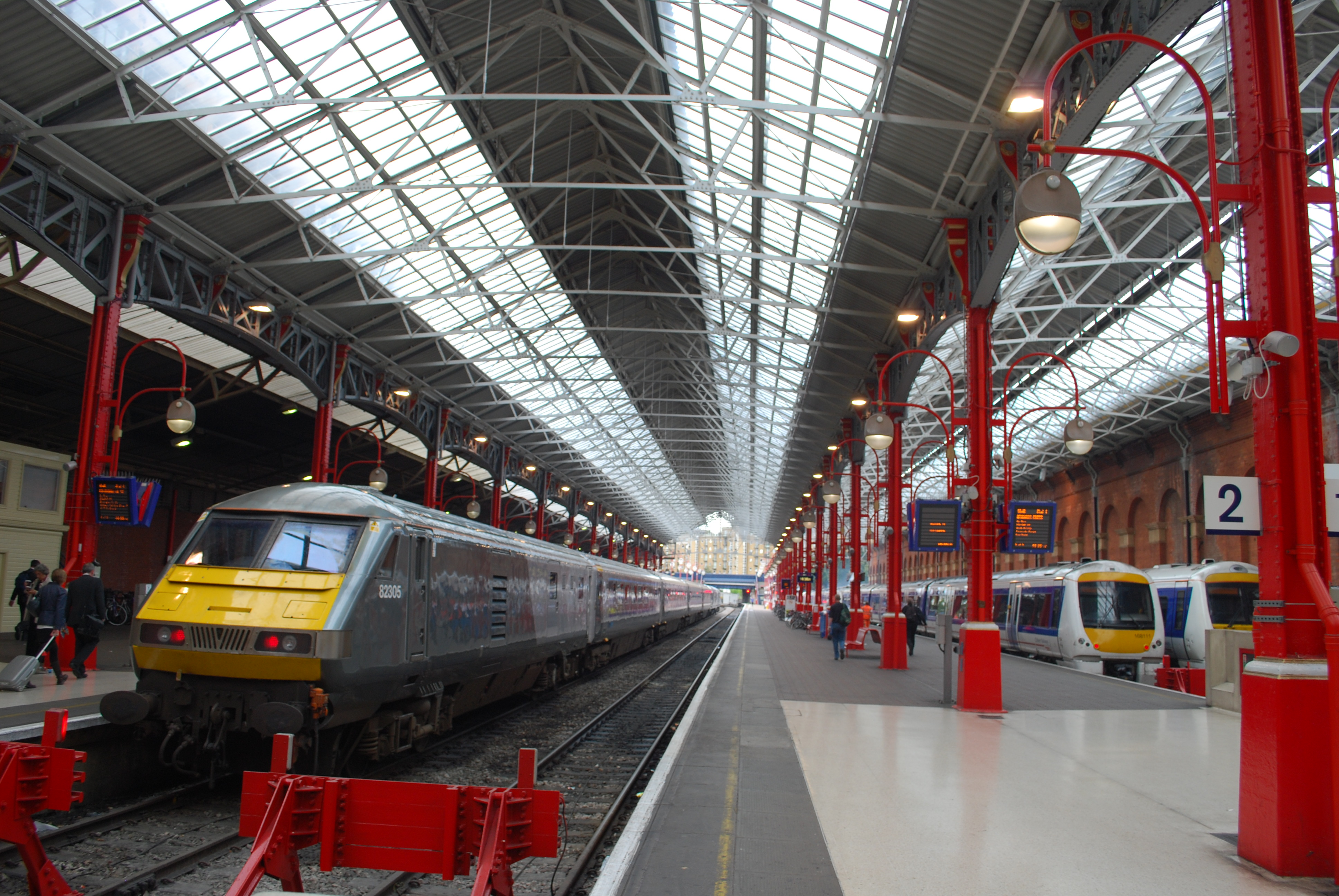
2012年馬里波恩站的主要列車棚，以及1至3號月台

車站在英國鐵路東南網絡的控制下重回正軌。引入跨模式無限使用的「首都卡」（Capitalcard）（現時為旅遊卡）導致大幅提高了進入倫敦的通勤人數，吸納了帕丁頓和貝克街的剩餘容量，也排除了馬里波恩站服務改道的可能性。
馬里波恩站由1986年4月30日關閉危機回復過來，車站還獲得了8500萬英鎊現代化和翻新計劃的經費。資金由將車站一部分出售予發展商，包括原先車站西面4個月台的其中2個以及列車棚的第三跨徑。為了取代這些，中央駕駛室道路進行移除，原址加入了2號和3號兩個新月台。通向馬里波恩的路線現代化，加入新信號以及提高路線速度。1991年，普通列車的115型列車由165型渦輪列車取代，同時加密了班次。往班貝里的服務在1994年延長至重開的伯明翰雪丘站，成為自1966年以來馬里波恩站再次出現長途列車。

#### 私有化

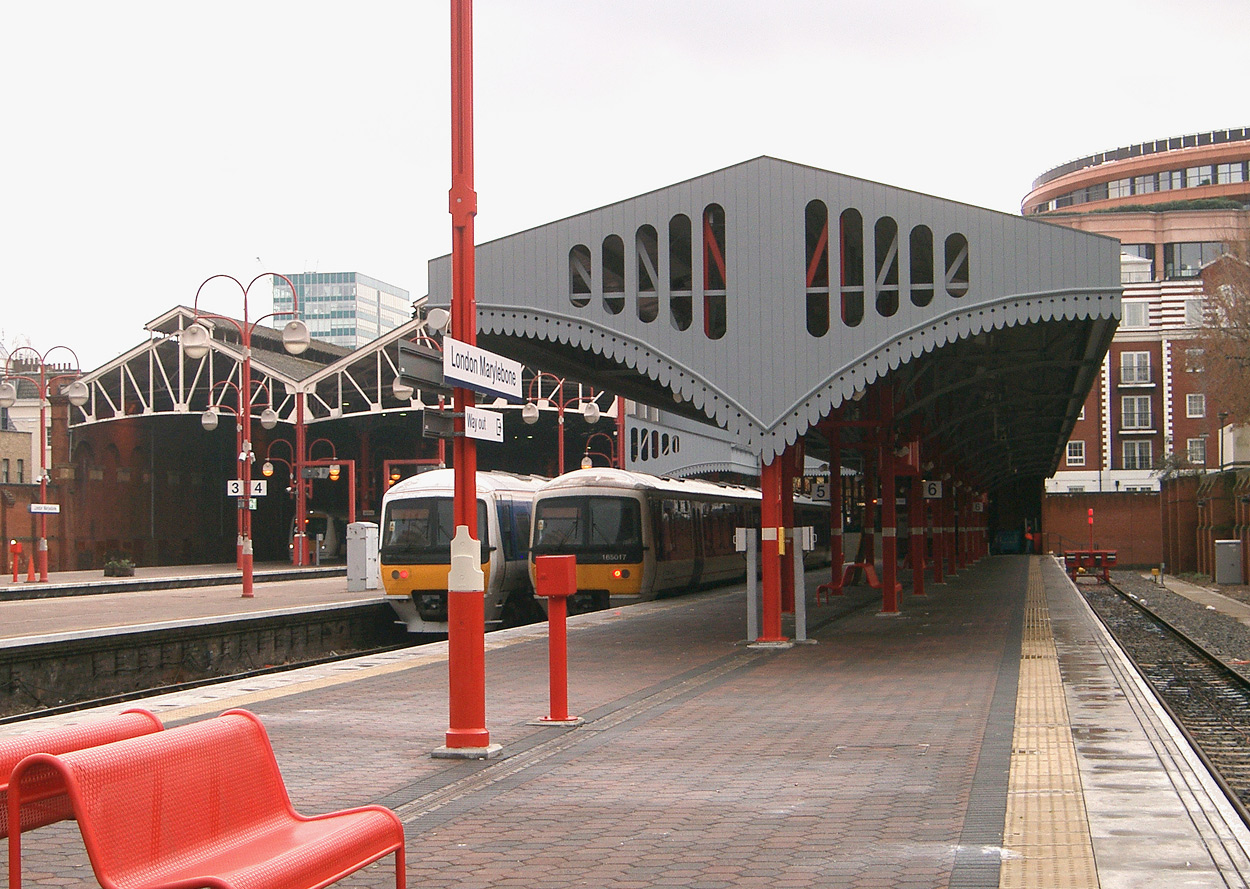
2006年作為奇爾特恩鐵路長青2計劃一部分加入了5號和6號月台

鐵路私有化後，1996年奇爾特恩鐵路獲得了鐵路服務，並開發了往伯明翰雪丘的城際服務。2002年開設了往基德爾敏斯特的列車。同年路線恢復複線，而馬里波恩站在2006年還在奇爾特恩的長青2計劃內擴建了2個額外的月台。新的月台（6號月台）在2006年5月啟用，而5號月台和縮短了的4號月台則在9月啟用。5號和6號月台建於當年貨物側線和鄰近溫布利球場站的貨運站。
2007年9月，鐵路規範辦公室頒發了雷克斯漢姆什羅普郡及馬里波恩鐵路（WSMR）公司許可，營運由北威爾斯的雷克斯漢姆，途經什魯斯伯里、特爾福德以及西米德蘭前往馬里波恩，在2008年初開始營運，重開了由倫敦直達什羅普郡的服務（雷克斯漢姆已經有維珍列車服務前往尤斯頓），平日來回共5班。2009年3月減至4班，到最後2011年1月因客量減少而中止，關閉被指與經濟大衰退有關。
2008年12月，有計劃重開來往威爾斯中部的阿伯里斯特威斯和倫敦的服務，最後於1991年營運，在倫敦以馬里波恩為總站。WSMR的路線在什魯斯伯里連接坎布里安線後，Arriva威爾士鐵路宣佈一項每日兩班的諮詢。這個計劃在雷克斯漢姆及什羅普郡的反對下放棄。
2011年，奇爾特恩鐵路取得了由第一大西部由牛津往比斯特鎮的路線，以準備開辦一條由奇爾特恩主線前往大學代表線（比斯特鎮站所在路線，每2小時有一班由馬里波恩開往牛津的路線。工程原先預計在2011年開工，但一年後發現大學代表線其中一條隧道內發現蝙蝠棲息而延遲。往牛津園道的服務於2015年10月開辦，而直達牛津的服務於2016年12月開辦。

### 服務
截至2016年12月，馬里波恩開出的典型平日離峰服務頻率是：
- 主線
  - 每小時2班前往伯明翰沼澤街，一班繼續前往伯明翰雪丘（英语：Birmingham Snow Hill railway station）
  - 每小時2班前往牛津
- 普通
  - 每小時1班前往傑拉德斯十字（英语：Gerrards Cross railway station）
  - 每小時1班前往高威科姆（英语：High Wycombe railway station）
  - 每小時1班途經高威科姆（英语：High Wycombe railway station）前往艾爾斯伯里（英语：Aylesbury railway station）
  - 每小時2班途經阿默舍姆前往艾爾斯伯里（英语：Aylesbury railway station），一班繼續前往艾爾斯伯里瓦里園道（英语：Aylesbury Vale Parkway railway station）
  - 每小時1班前往班貝里（英语：Banbury railway station）

尖峰時段有額外服務，部分伯明翰列車延長至奇德爾敏斯德或斯特爾布里奇交匯站。

### 車站設施
車站啟用時設有一個餐廳和自助餐廳。英國鐵路於1948年取代後餐廳改為自助服務式營運。「Victoria and Albert」酒吧於1971年12月14日開放。在21世紀，大廳擁有少量商店。

### 意外
1913年3月28日，一列開往高威科姆的列車與另一列由萊斯特開來的列車相撞，導致來車1名乘客死亡和23人受傷。原因被指為中間起動信號在主起動器準備完成前先降下，而後者的視野被煙霧遮蓋。
2015年12月11日，一列進站列車着火需要疏散。原因相信與空調系統的故障有關。

## 倫敦地鐵
倫敦地鐵車站位於貝克盧線介乎貝克街和埃奇韋爾路之間，與主線車站一同位於倫敦交通局倫敦第1收費區。主線車站大廳設有扶手電梯，亦設有倫敦地鐵的票務廳。車站設有木製扶手電梯，自1987年國王十字站大火以後倫敦地鐵系統少數仍未更換的扶手電梯，直至2004年。
馬里波恩只與一條路線連接，與其他倫敦總站如尤斯頓車站或帕丁頓車站不同。此站與環線並不連接，該線比此站早30年興建，而同路線南繞。最接近的環線車站為埃奇韋爾路和貝克街。

### 歷史
地下車站於1907年3月27日由貝克街及滑鐵盧鐵路啟用，當時名稱為「大中央」（Great Central）。鐵路以此為總站，直至6月15日延長至埃奇韋爾路。車站於1917年4月15日更名為「馬里波恩」。然而，原有的名稱仍在月台牆壁瓷磚出現，雖然該批瓷磚是以取代反映原有風格而設計。
現時的入口於1943年2月1日啟用，原先車站大樓位於西面、哈爾伍德大道和哈爾伍德台的交匯點，經歷戰爭損壞和扶手電梯的引入。舊大廈由倫敦地下電氣鐵路公司建築師萊斯利·格林設計，使用升降機抵達月台。該車站大樓於1971年拆除，現址由一間經濟型酒店佔據。

## 文化
作為其中一個最安靜的倫敦鐵路總站，馬里波恩經常成為拍攝地點。在披頭四樂隊的電影《一夜狂歡》於1964年4月於該處拍攝，同時亦為1965年電影《伊普克雷斯檔案》的開場和1978年電影《三十九級台階》（代替聖潘克拉斯車站）。根據倫敦電影，車站仍會繼續用作拍攝。
馬里波恩是倫敦在英國版《地產大亨》遊戲內的四個倫敦總站之一，其餘三個分別為國王十字站、芬喬奇街站與利物浦街站。同時該遊戲於1930年代中期設計，所有車站都由倫敦及東北鐵路營運。

## 延伸閱讀
- Butt, R.V.J. . Yeovil: Patrick Stephens Ltd. 1995. ISBN 1-85260-508-1. R508.
- Clough, David. . Ian Allan. 2013. ISBN 978-0-7110-3542-3.
- Cole, Beverly. . Potsdam, Germany: H.F.Ullmann. 2011. ISBN 978-3-8480-0516-1.
- Christopher, John. . Amberley Publishing. 2015. ISBN 978-1-445-65111-8.
- Day, John R.  6th. Westminster: London Transport（英语：London Transport Executive (GLC)）. 1979 [1963]. ISBN 0-85329-094-6. 1178/211RP/5M(A).
- Demuth, Tim. . Capital Transport Publishing. 2004. ISBN 1-85414-277-1.
- Dow, George. . Shepperton: Ian Allan（英语：Ian Allan Publishing）. 1962. ISBN 0-7110-1469-8.
- Harris, Ken. . Jane's Information Group. 2008. ISBN 978-0-710-62861-9.
- Haywood, Russell. . Routledge. 2016. ISBN 978-1-317-07164-8.
- Girling, Brian. . Amberley Publishing. 2013. ISBN 978-1-445-61512-7.
- Glynn, Stephen. . I.B.Tauris. 2005. ISBN 978-1-850-43587-7.
- Gourvish, Terry; Anson, Mike. . Oxford University Press. 2004. ISBN 978-0-19926-909-9.
- Griffiths, Roger; Smith, Paul. . Oxford Publishing Co. 1999: 91. ISBN 0-86093-542-6.
- Jackson, Alan A. . London: David & Charles. 1984 [1969]. ISBN 0-330-02747-6.
- James, Simon. . Anova Books. 2007. ISBN 978-0-713-49062-6.
- McCarthy, Colin; McCarthy, David. . Hersham, Surrey: Ian Allan Publishing. 2009: 74. ISBN 978-0-7110-3346-7.
- Moore, Tim. . Random House. 2003. ISBN 978-1-409-02216-9.
- Riddaway, Mark; Upsall, Carl. . Spiramus Press Ltd. 2015. ISBN 978-1-910-15103-7.
- Simmons, Jack; Biddle, Gordon. . Oxford University Press. 1997. ISBN 978-019-211697-0.
- Weinreb, Ben; Hibbert, Christopher; Keay, Julia; Keay, John. . Pan MacMillan. 2008. ISBN 978-1-4050-4924-5.
- (PDF) (报告). Network Rail. 2006  [2016-11-29]. （原始内容 (PDF)存档于2015-04-05）. （页面存档备份，存于）

## 外部連結
- 列车时刻表及车站信息：摩瑞波恩站，来自英国铁路官方网站
- 奇爾特恩鐵路的馬里波恩站 （页面存档备份，存于）